# Madison-Genesis
Madison-Genesis Cycling Team is een Britse wielerploeg die actief is als UCI Continental team.

## Profiel
Madison-Genesis wordt gesponsord door Genesis, een fietsfabrikant. Het team rijdt professionele wedstrijden in het Verenigd Koninkrijk en in Europa, met uitzondering van de grote rondes en de UCI ProTour wedstrijden. Ook zijn ze actief in het baanwielrennen.
Ze worden getraind door Brits wielerkampioen Roger Hammond.

## Belangrijke resultaten
2013
- 9e Ronde van Taiwan (Liam Holohan)[3]
- London Nocturne (Ian Bibby)
- Beaumont Trophy (Dean Downing)

## Seizoen 2015

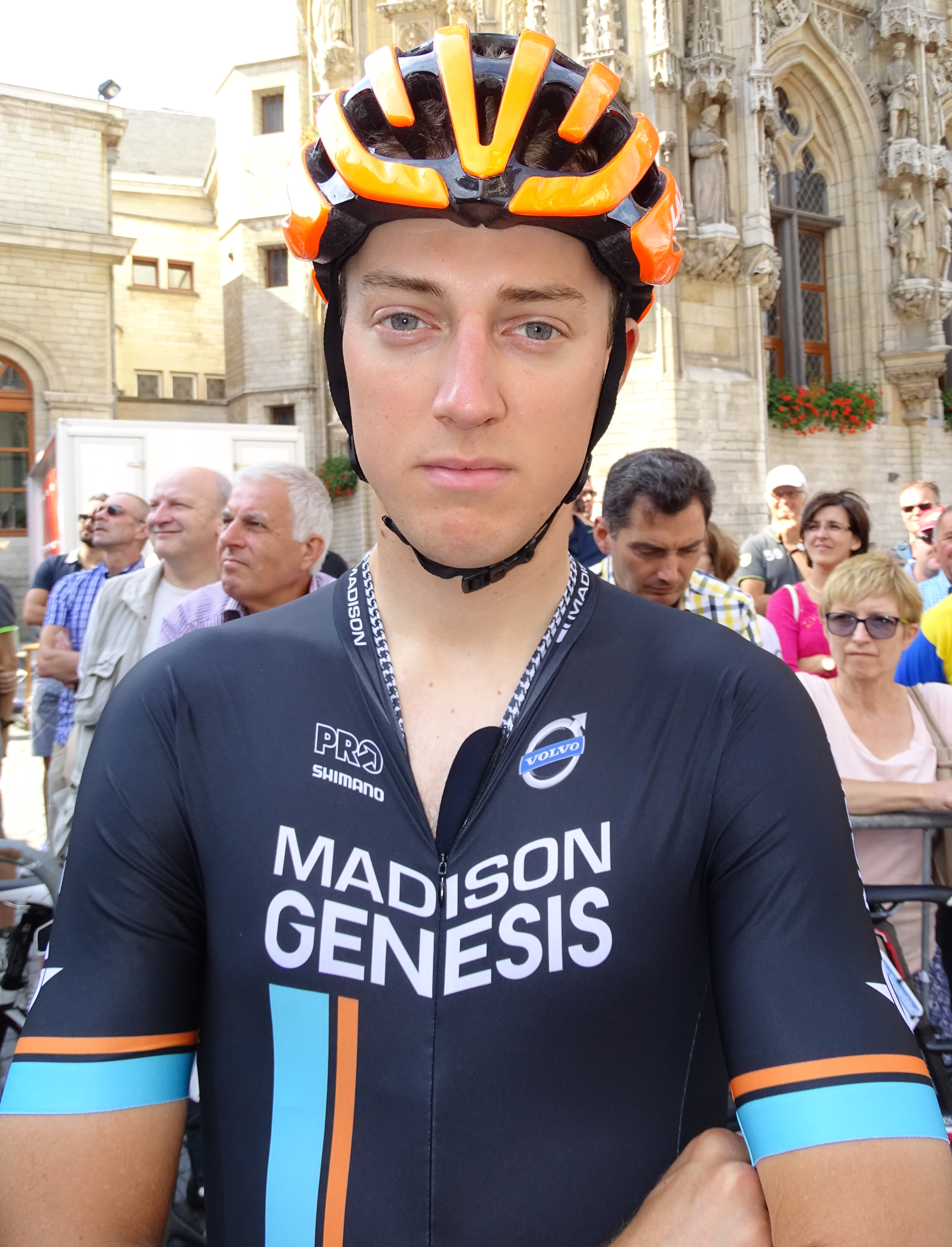
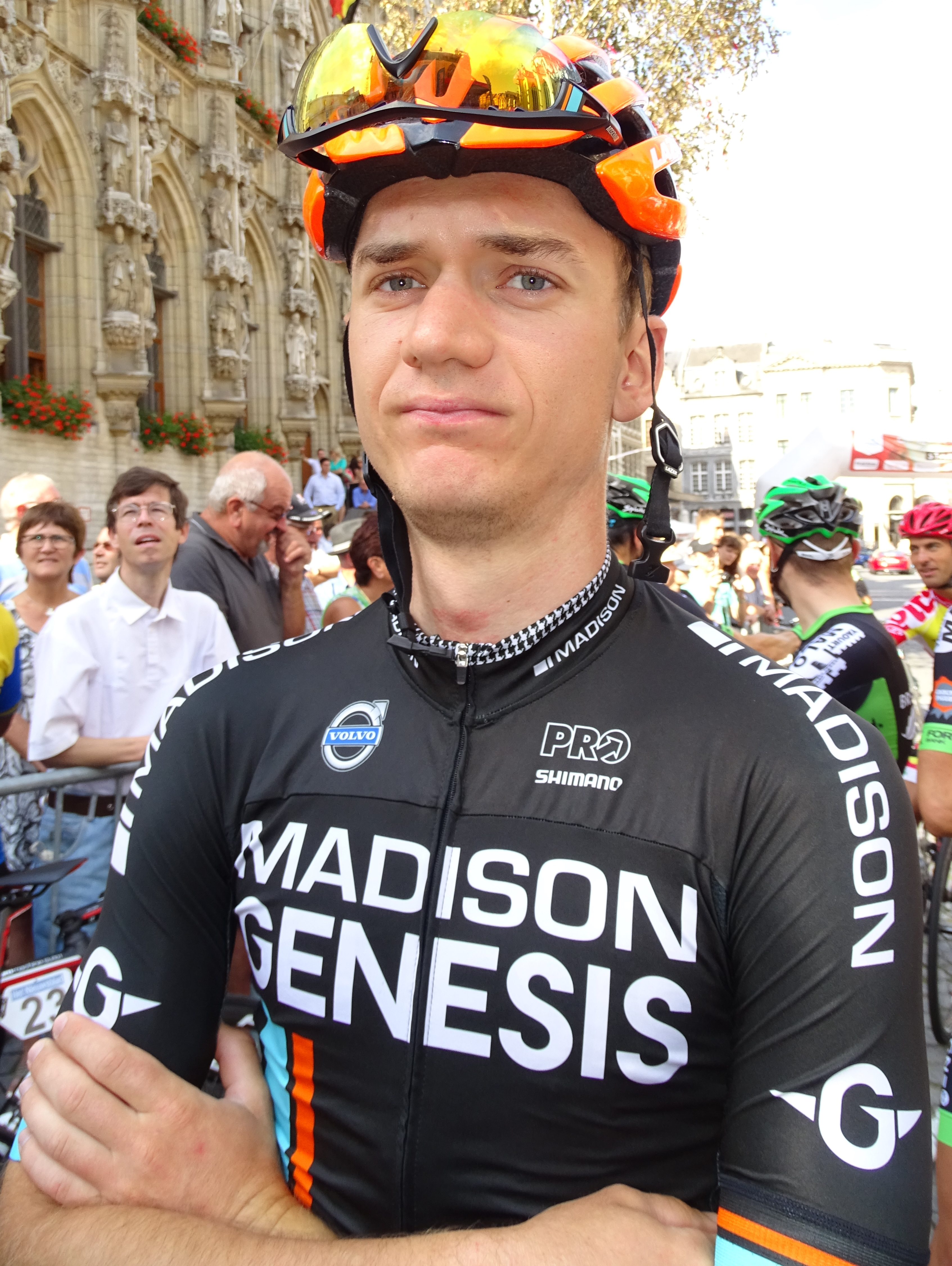
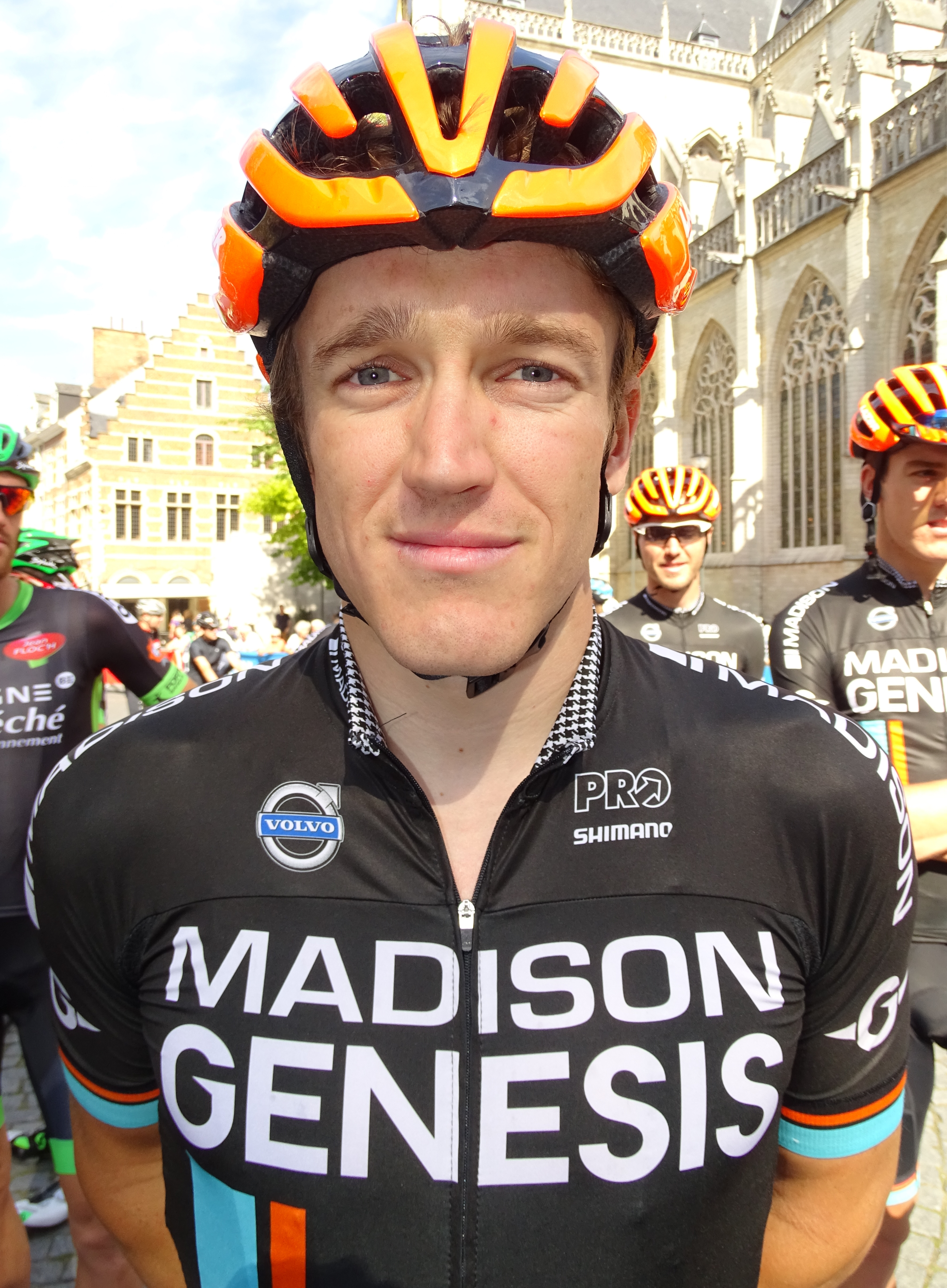
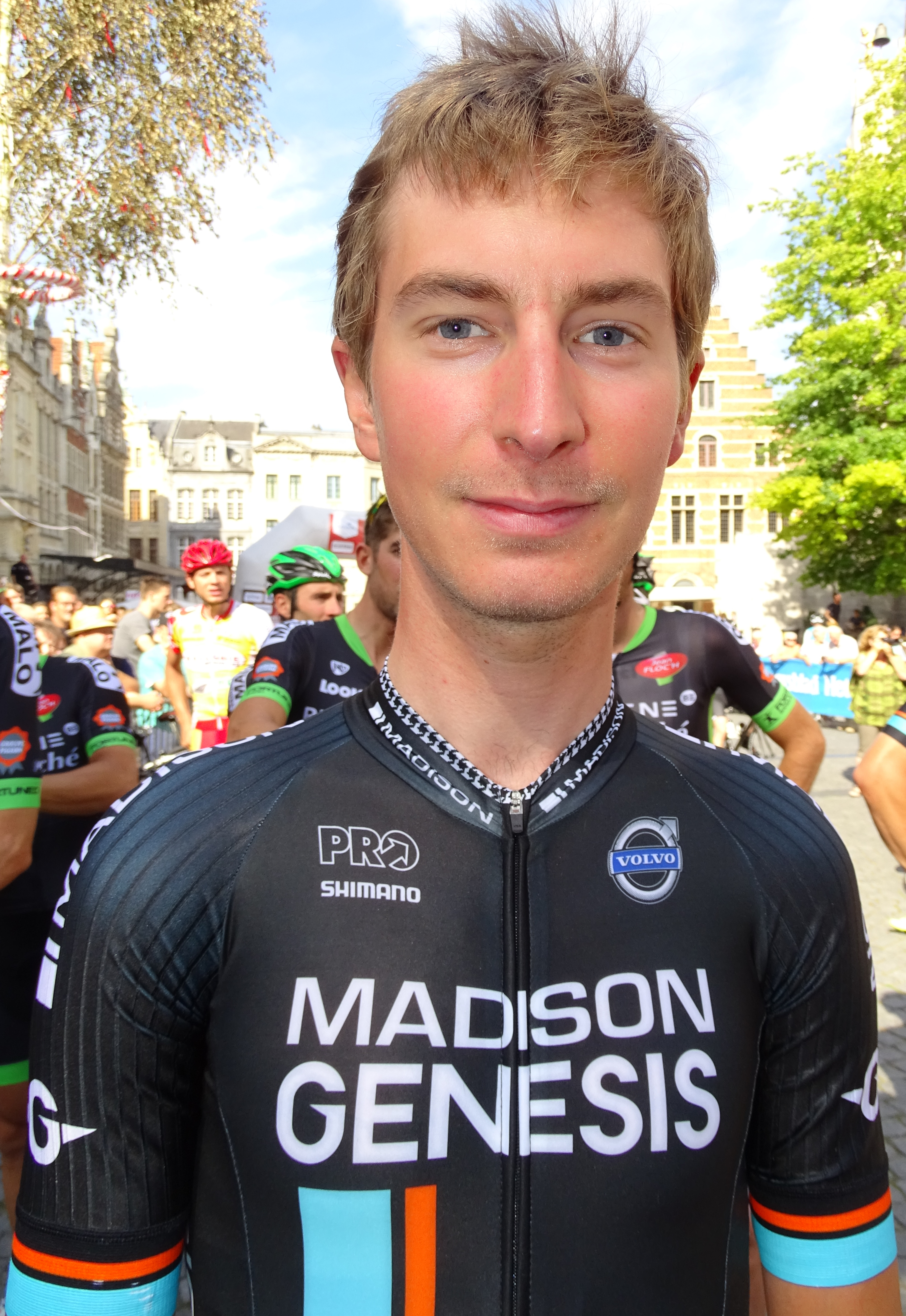
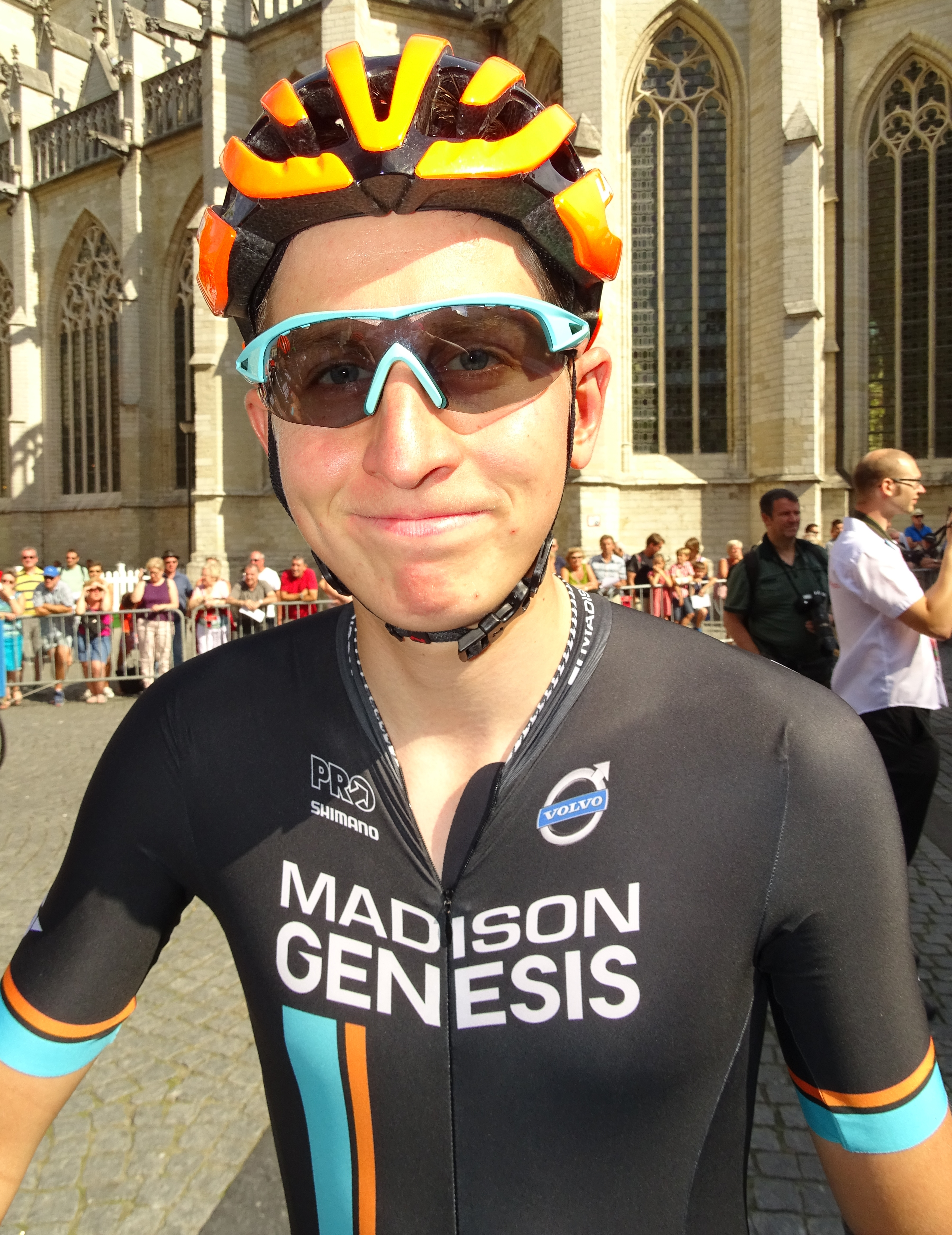
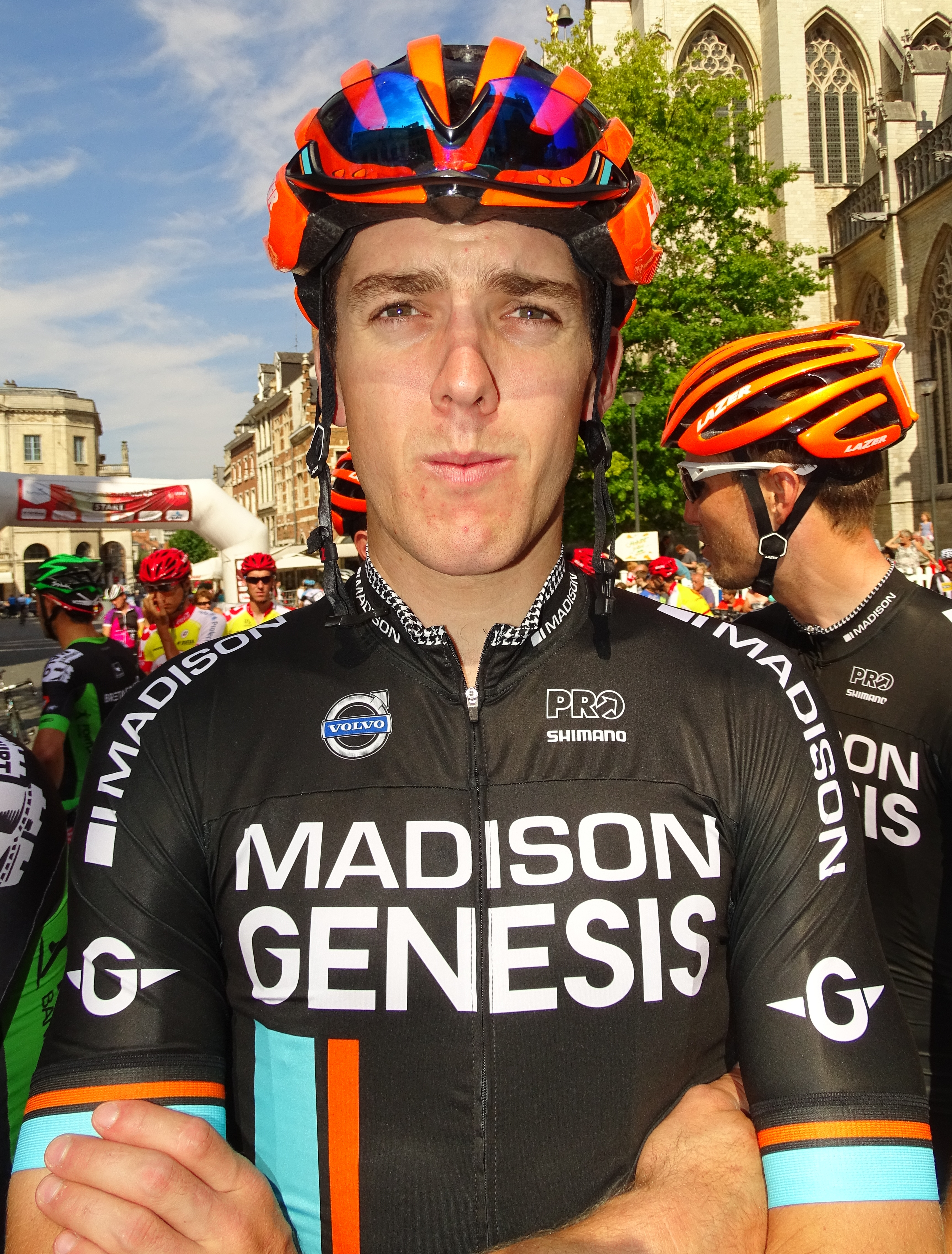
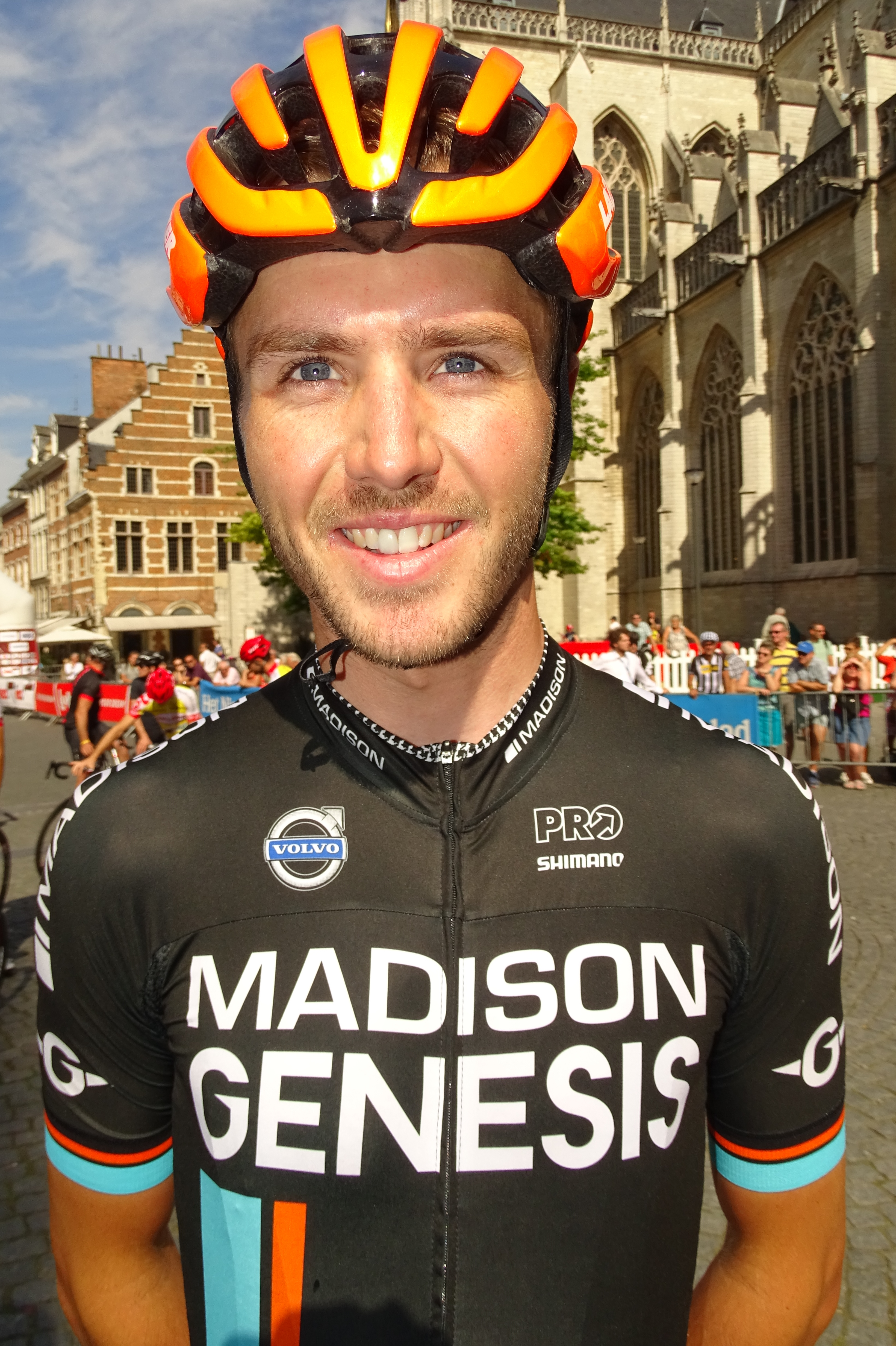
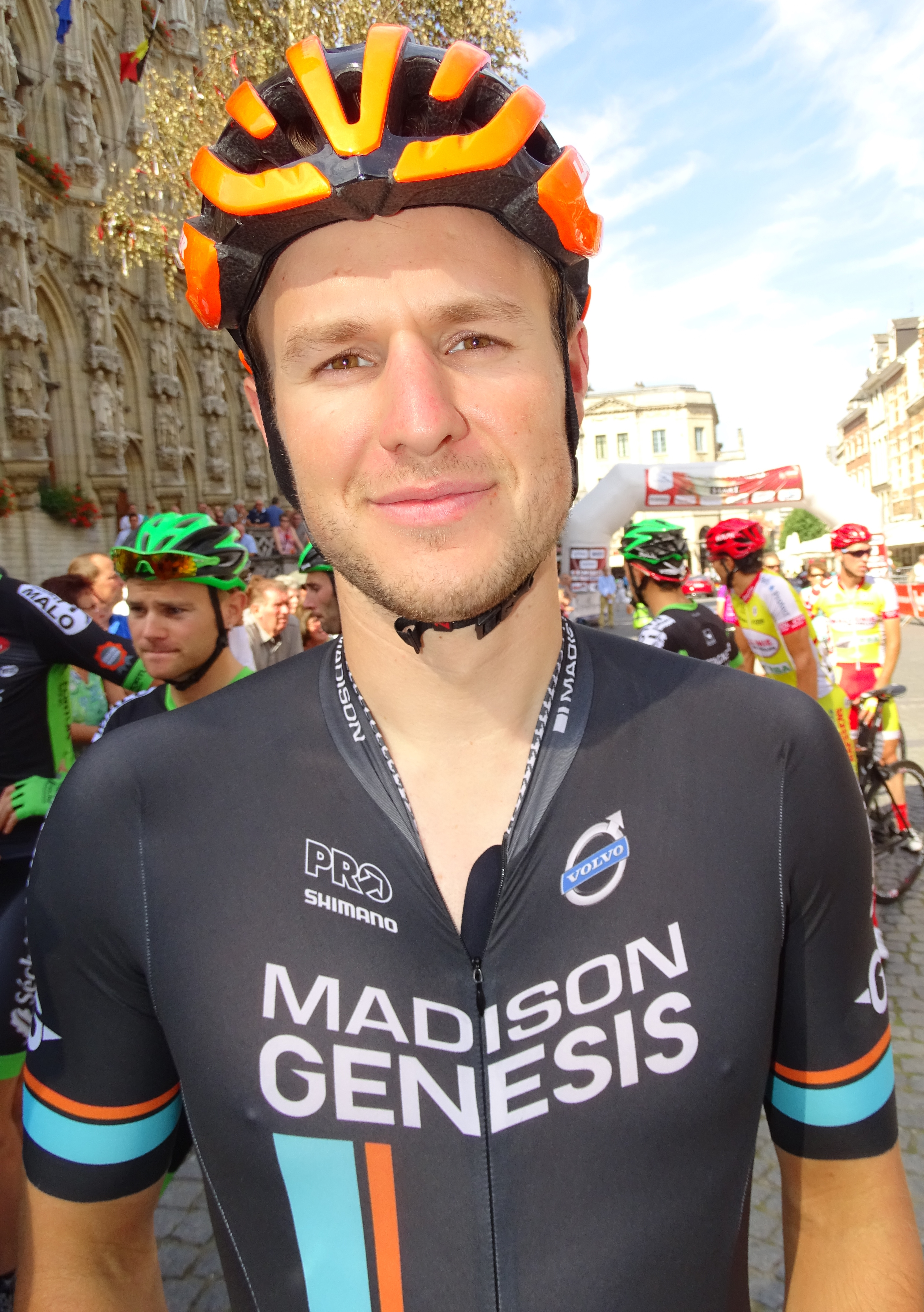

## Seizoen 2014

### Transfers
| Inkomend              | Team 2013              | Uitgaand     | Team 2014        |
| --------------------- | ---------------------- | ------------ | ---------------- |
| Peter Hawkins         | Team IG-Sigma Sport    | Dean Downing | NFTO Pro Cycling |
| Michael James Northey | Node 4-Giordana Racing |              |                  |
| Thomas Scully         | Team Raleigh           |              |                  |
| Tobyn Horton          | Team UK Youth          |              |                  |
| Scott Davies          | Neo                    |              |                  |
| Matthew Holmes        | Team Raleigh           |              |                  |
| Thomas Stewart        | Team Raleigh           |              |                  |

## Seizoen 2013

### Renners
| Naam              | Geboortedatum    | Nationaliteit       | Ploeg 2012       |
| ----------------- | ---------------- | ------------------- | ---------------- |
| Sebastian Baylis  | 19 februari 1994 | Nieuw-Zeeland       | Neo              |
| Ian Bibby         | 20 december 1986 | Verenigd Koninkrijk | Endura Racing    |
| Dean Downing      | 24 januari 1975  | Verenigd Koninkrijk | Rapha Condor     |
| Liam Holohan      | 22 februari 1988 | Verenigd Koninkrijk | Team Raleigh-GAC |
| Joan Horrach      | 27 maart 1974    | Spanje              | Katjoesja        |
| Dominic Jelfs     | 31 maart 1990    | Ierland             | Neo              |
| Alex Peters       | 31 maart 1994    | Verenigd Koninkrijk | Neo              |
| Jack Pullar       | 15 november 1989 | Verenigd Koninkrijk | Neo              |
| Chris Snook       | 22 december 1986 | Nieuw-Zeeland       | Neo              |
| Andrew Tennant    | 3 september 1987 | Verenigd Koninkrijk | Rapha Condor     |
| Brennan Townshend | 8 juli 1993      | Verenigd Koninkrijk | Team Raleigh-GAC |